# Stanisław Roman Lewandowski
Stanisław Roman Lewandowski (ur. 28 lutego 1859 w Kotlinach, zm. 3 lutego 1940 w  Warszawie) – polski rzeźbiarz, medalier, krytyk sztuki, dramatopisarz, wolnomularz

## Życiorys
Urodził się 28 lutego 1859 w Kotlinach, w rodzinie Ludwika i Antoniny z Ambroziewiczów. Ukończył szkołę średnią w Krakowie. Rzeźbę studiował w krakowskiej Szkole Sztuk Pięknych (lata 1879–1882) u Matejki i Gadomskiego oraz na Akademii Wiedeńskiej, w pracowniach Edmunda Hellmera i Karola Kundmana. W latach 1890 do 1894 mieszkał i tworzył we Lwowie, następnie od 1894 do 1932 w Wiedniu, a od 1932 do 1940 w Warszawie. Podczas I wojny światowej prowadził w Wiedniu schronisko dla legionistów polskich. W 1924 został głównym medalierem mennicy polskiej w Warszawie, 1925 powrócił do Wiednia.
Nauczał w lwowskiej szkole artystycznej Marcelego Harasimowicza, następnie w wiedeńskim muzeum technicznym. Po powrocie do Polski został konserwatorem Państwowych Zbiorów Sztuki na Zamku Królewskim.
Tworzył w stylu realizmu akademickiego (prace Czarnogórka, Serbka, Marokanka, Derwisz, Wajdelota). Za rzeźbę Słowianin zrywający pęta został nagrodzony w 1888 przez warszawskie Towarzystwo Sztuk Pięknych. Na przełomie XIX i XX zaczął się skłaniać w kierunku secesji i symbolizmu (rzeźba Salome oraz epitafium Heleny Modrzejewskiej w kościele św. Krzyża w Krakowie).
Od 1932 był mężem Eufemii vel Jacobsen Müller (1896–1967).
Pochowany na cmentarzu Powązkowskim (kwatera 125-4-20).

## Wybrane dzieła
- pomnik Mickiewicza w Rzeszowie, 1892, zniszczony 1940, replika 1986 autorstwa Krzysztofa Brzuzana
- medaliony: A. Małeckiego, „Legionów polskich” (1915), J. Piłsudskiego (1916), „Powstania Polski”
- medal pamiątkowy poświęcony pamięci legionów polskich (1918)[4]
- popiersie K. Grocholskiego w gmachu Parlamentu w Wiedniu
- medalion na sarkofagu Adama Mickiewicza w krypcie Wieszczów w katedrze wawelskiej
- sarkofag Heleny Modrzejewskiej na cmentarzu Rakowickim
- posąg św. Polikarpa w kościele parafialnym w Poli
- epitafium Marceliny Czartoryskiej w kościele Mariackim w Krakowie
- popiersia Wincentego Pola w kościele Franciszkanów w Krakowie
- wystrój rzeźbiarski fasad nieistniejącego dziś tzw. domu Spokornego – kamienicy na rogu Chopina i Alei Ujazdowskich w Warszawie (1904–1906)
- medal Franciszka Nowodworskiego pierwszego prezesa Sądu Najwyższego RP
- rzeźba Chrystusa na grobowcu rodziny Wedlów (gipsowa kopia w kaplicy Halpertów) na cmentarzu ewangelicko-augsburskim w Warszawie (1931)[5]
- medaliony i plakiety portretowe: Ziemiałkowskiego, Pola, Mickiewicza, Sienkiewicza, Chopina, Bilińskiego, ks. Józefa Poniatowskiego i in.
- popiersie prezydenta RP Ignacego Mościckiego (1933)[6]

## Odznaczenie
- Krzyż Komandorski Orderu Odrodzenia Polski[2]

## Projekty

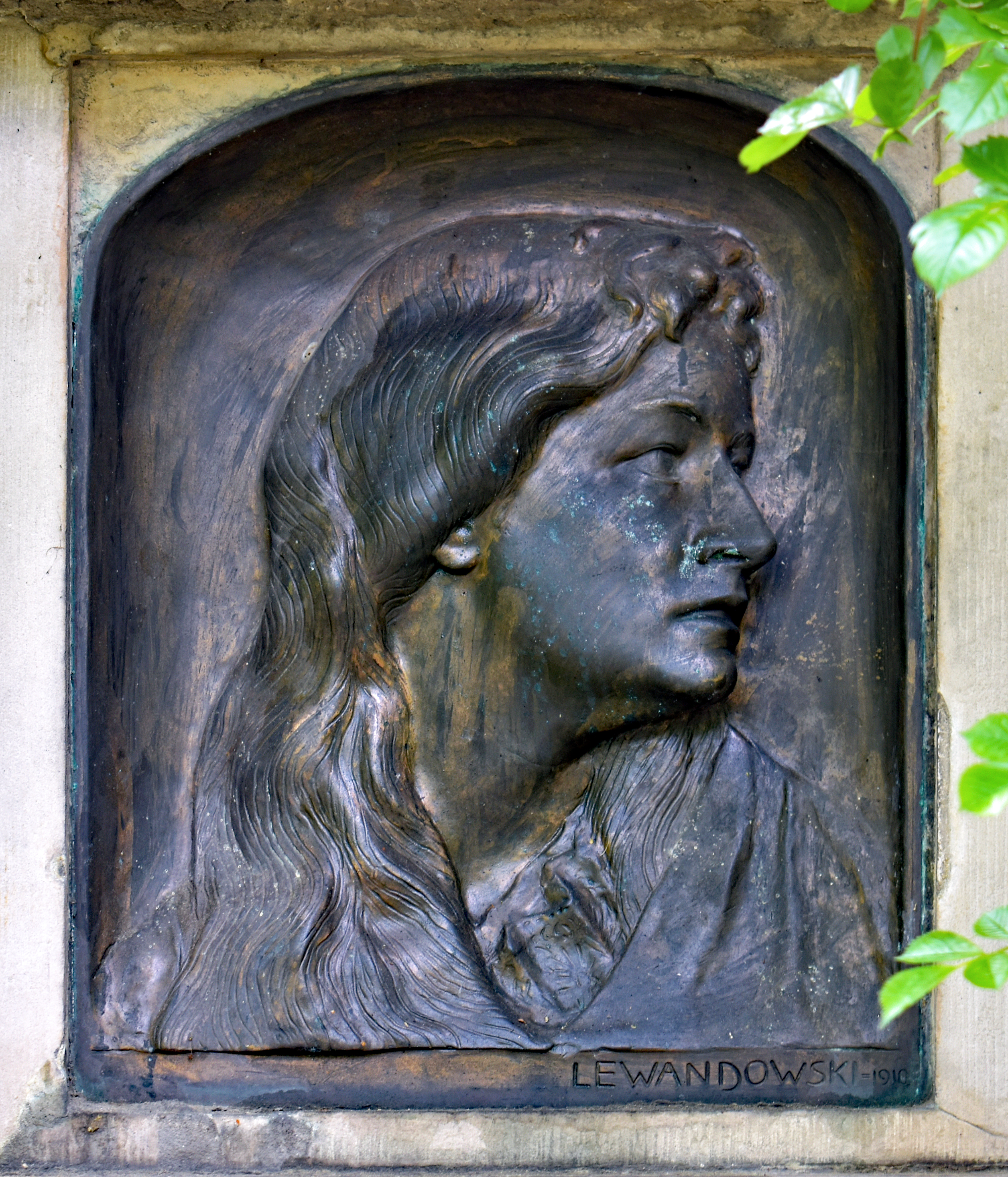
Portret Heleny Modrzejewskiej na jej grobowcu, cmentarz Rakowicki (1910).
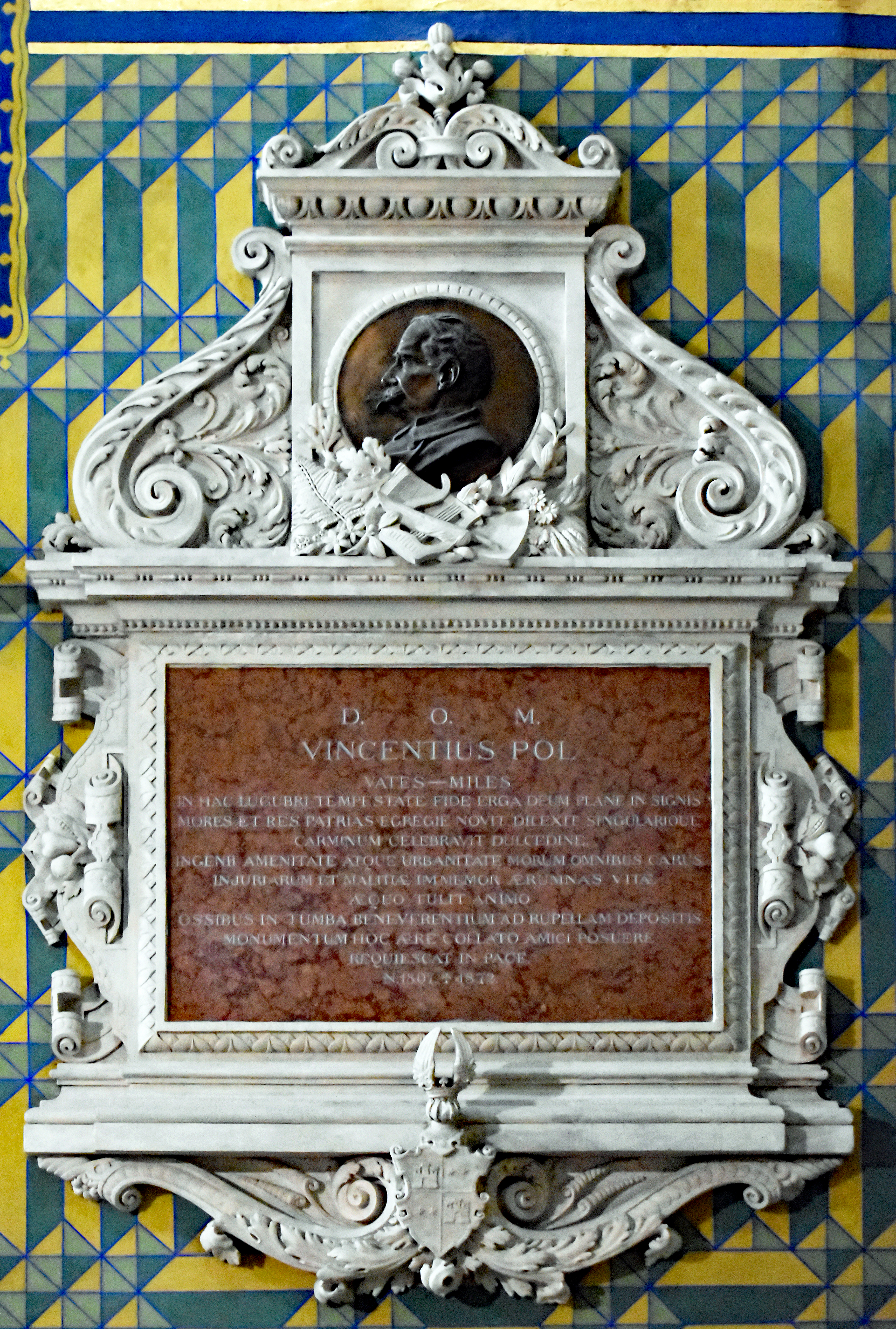
Portet na epitafium Wincentego Pola, Kościół franciszkanów w Krakowie.
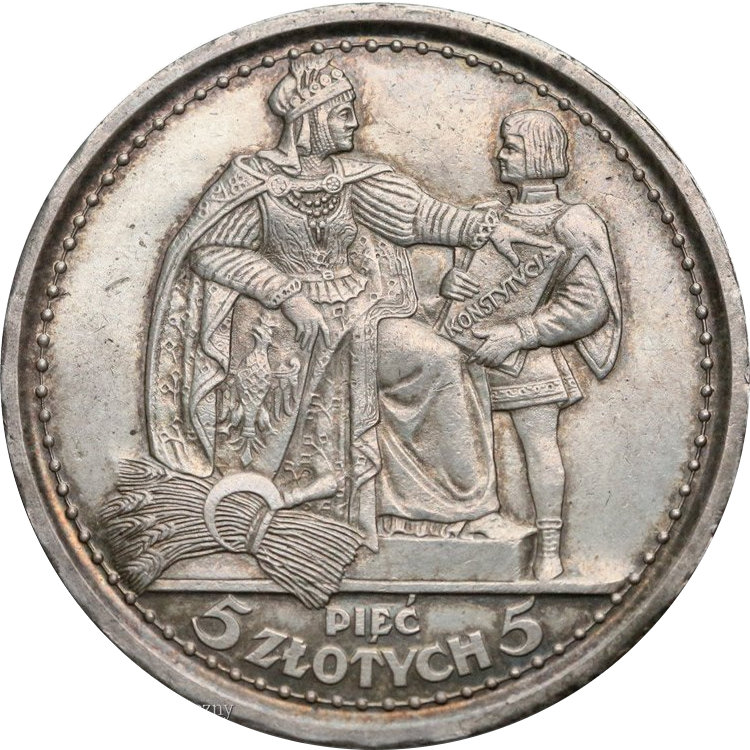
Projekt monety 5 złotowej „Konstytucja” (1925).
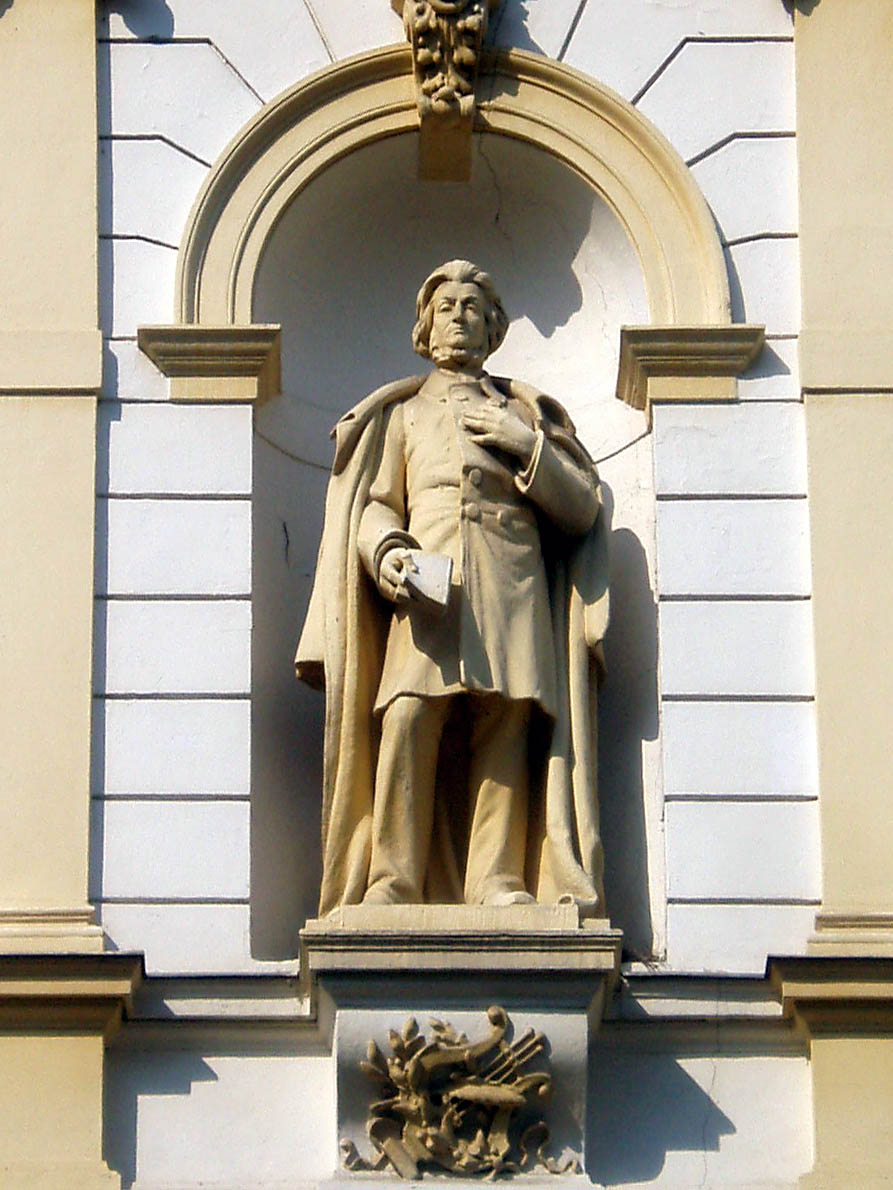
Pomnik Adama Mickiewicza we Lwowie.
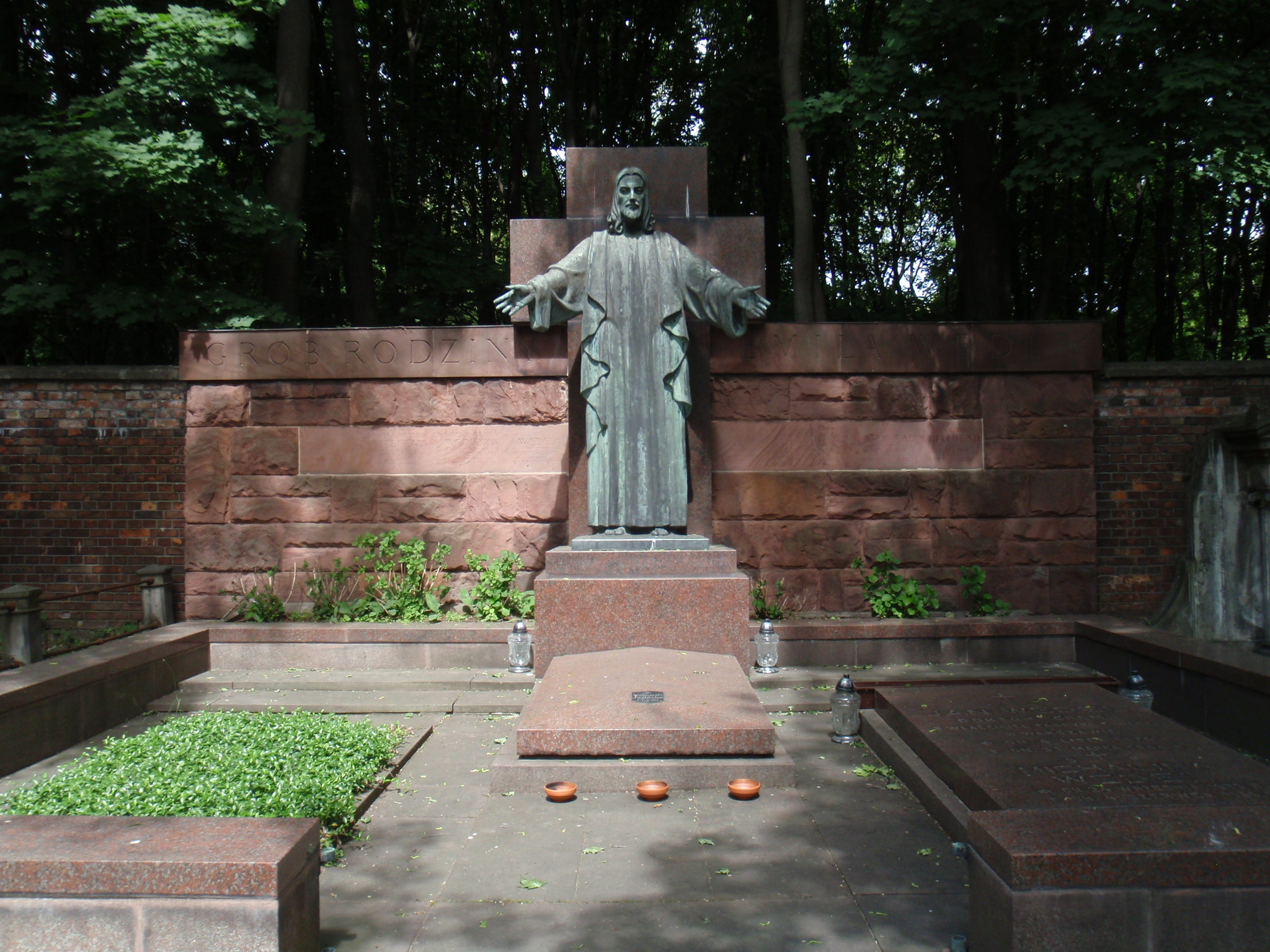
Rzeźba Chrystusa na grobowcu rodziny Wedlów, Cmentarz ewangelicko-augsburski w Warszawie